# کارآموزی (فیلم)
کارآموزی (انگلیسی: The Internship) فیلمی آمریکایی در ژانر کمدی به کارگردانی شاون لوی است که در سال ۲۰۱۳ منتشر شد.

## بازیگران
- وینس وان
- اوون ویلسون
- جان گودمن
- رز بیرن
- جوانا گارسیا
- دیلن اوبرایان
- جسیکا کارن
- بی جی نواک
- ویل فرل
- جاش گد
- تیا سیرکار
- چستی بالستروس
- هاروی گی‌ین